# Volta Ciclista a Catalunya 1991
La Volta Ciclista a Catalunya 1991, settantunesima edizione della corsa, si svolse in sette tappe, la terza suddivisa in due semitappe, dal 6 al 12 settembre 1991, per un percorso totale di 877,3 km, con partenza da Manresa e arrivo a Tortosa. La vittoria fu appannaggio dello spagnolo Miguel Indurain, che completò il percorso in 21h35'56", precedendo il connazionale Pedro Delgado e lo svizzero Alex Zülle.

## Tappe
| Tappa  | Data         | Percorso                                  | km    | Vincitore di tappa     | Leader cl. generale |
| ------ | ------------ | ----------------------------------------- | ----- | ---------------------- | ------------------- |
| 1ª     | 6 settembre  | Manresa > Manresa (cron. a squadre)       | 17,0  | ONCE                   | Marino Lejarreta    |
| 2ª     | 7 settembre  | Manresa > Castell-Platja d'Aro            | 181,0 | Mathieu Hermans        | Marino Lejarreta    |
| 3ª-1   | 8 settembre  | Blanes > Barcellona                       | 81,5  | Maurizio Fondriest     | Marino Lejarreta    |
| 3ª-2   | 8 settembre  | Barcellona > Rubí                         | 76,0  | Maurizio Fondriest     | Maurizio Fondriest  |
| 4ª     | 9 settembre  | Rubí > Mollerussa                         | 172,2 | Alfonso Gutiérrez      | Maurizio Fondriest  |
| 5ª     | 10 settembre | Tarragona > Tarragona (cron. individuale) | 25,2  | Miguel Indurain        | Miguel Indurain     |
| 6ª     | 11 settembre | Salou > Mont Caro                         | 158,2 | Luis Herrera           | Miguel Indurain     |
| 7ª     | 12 settembre | Tortosa > Tortosa                         | 166,2 | Džamolidin Abdužaparov | Miguel Indurain     |
| Totale | Totale       | Totale                                    | 877,3 |                        |                     |

## Dettagli delle tappe

### 1ª tappa
- 6 settembre : Manresa – Cronometro a squadre – 17,0 km

Risultati
| Pos. | Squadra             | Tempo  |
| ---- | ------------------- | ------ |
| 1    | ONCE                | 19'16" |
| 2    | Panasonic-Sportlife | a 1"   |
| 3    | Kelme-Ibexpress     | a 4"   |

| Pos. | Corridore        | Squadra | Tempo  |
| ---- | ---------------- | ------- | ------ |
| 1    | Marino Lejarreta | ONCE    | 19'16" |
| 2    | Melchor Mauri    | ONCE    | s.t.   |
| 3    | Stephen Hodge    | ONCE    | s.t.   |

### 2ª tappa
- 7 settembre: Manresa > Castell-Platja d'Aro – 181,0 km

Risultati
| Pos. | Corridore       | Squadra   | Tempo    |
| ---- | --------------- | --------- | -------- |
| 1    | Mathieu Hermans | Lotus     | 4h42'18" |
| 2    | Jesper Skibby   | TVM       | s.t.     |
| 3    | Rudy Dhaenens   | Panasonic | s.t.     |

| Pos. | Corridore        | Squadra | Tempo    |
| ---- | ---------------- | ------- | -------- |
| 1    | Marino Lejarreta | ONCE    | 5h01'34" |
| 2    | Melchor Mauri    | ONCE    | s.t.     |
| 3    | Stephen Hodge    | ONCE    | s.t.     |

### 3ª tappa, 1ª semitappa
- 8 settembre: Blanes > Barcellona – 81,5 km

Risultati
| Pos. | Corridore          | Squadra   | Tempo    |
| ---- | ------------------ | --------- | -------- |
| 1    | Maurizio Fondriest | Panasonic | 2h00'46" |
| 2    | Roberto Pagnin     | Lotus     | s.t.     |
| 3    | Gert-Jan Theunisse | TVM       | s.t.     |

| Pos. | Corridore        | Squadra | Tempo    |
| ---- | ---------------- | ------- | -------- |
| 1    | Marino Lejarreta | ONCE    | 7h02'20" |
| 2    | Melchor Mauri    | ONCE    | s.t.     |
| 3    | Stephen Hodge    | ONCE    | s.t.     |

### 3ª tappa, 2ª semitappa
- 8 settembre: Barcellona > Rubí – 76,0 km

Risultati
| Pos. | Corridore          | Squadra    | Tempo    |
| ---- | ------------------ | ---------- | -------- |
| 1    | Maurizio Fondriest | Panasonic  | 1h43'13" |
| 2    | Alfonso Gutiérrez  | Paternina  | a 1"     |
| 3    | Malcolm Elliott    | Seur-Otero | a 2"     |

| Pos. | Corridore          | Squadra   | Tempo    |
| ---- | ------------------ | --------- | -------- |
| 1    | Maurizio Fondriest | Panasonic | 8h45'32" |
| 2    | Rudy Dhaenens      | Panasonic | a 1"     |
| 2    | Marino Lejarreta   | ONCE      | s.t.     |

### 4ª tappa
- 9 settembre: Rubí > Mollerussa – 172,2 km

Risultati
| Pos. | Corridore         | Squadra   | Tempo    |
| ---- | ----------------- | --------- | -------- |
| 1    | Alfonso Gutiérrez | Paternina | 4h05'30" |
| 2    | Mathieu Hermans   | Lotus     | s.t.     |
| 2    | Jesper Skibby     | TVM       | s.t.     |

| Pos. | Corridore          | Squadra   | Tempo     |
| ---- | ------------------ | --------- | --------- |
| 1    | Maurizio Fondriest | Panasonic | 12h51'02" |
| 2    | Rudy Dhaenens      | Panasonic | a 1"      |
| 2    | Marino Lejarreta   | ONCE      | s.t.      |

### 5ª tappa
- 10 settembre: Tarragona – Cron. individuale – 25,2 km

Risultati
| Pos. | Corridore           | Squadra | Tempo  |
| ---- | ------------------- | ------- | ------ |
| 1    | Miguel Indurain     | Banesto | 30'46" |
| 2    | Dmitrij Vasiličenko | Lotus   | a 28"  |
| 3    | Jurij Manujlov      | Lotus   | a 43"  |

| Pos. | Corridore       | Squadra | Tempo     |
| ---- | --------------- | ------- | --------- |
| 1    | Miguel Indurain | Banesto | 13h22'11" |
| 2    | Jurij Manujlov  | Lotus   | a 31"     |
| 2    | Stephen Hodge   | ONCE    | a 42"     |

### 6ª tappa
- 11 settembre: Salou > Mont Caro – 158,2 km

Risultati
| Pos. | Corridore     | Squadra    | Tempo    |
| ---- | ------------- | ---------- | -------- |
| 1    | Luis Herrera  | Postobón   | 4h16'16" |
| 2    | Pedro Delgado | Banesto    | a 12"    |
| 3    | Pëtr Ugrjumov | Seur-Otero | a 24"    |

| Pos. | Corridore       | Squadra | Tempo     |
| ---- | --------------- | ------- | --------- |
| 1    | Miguel Indurain | Banesto | 17h38'54" |
| 2    | Pedro Delgado   | Banesto | a 1'00"   |
| 2    | Alex Zülle      | ONCE    | a 1'28"   |

### 7ª tappa
- 12 settembre: Tortosa > Tortosa – 166,2 km

Risultati
| Pos. | Corridore              | Squadra    | Tempo    |
| ---- | ---------------------- | ---------- | -------- |
| 1    | Džamolidin Abdužaparov | Carrera    | 4h08'56" |
| 2    | Mathieu Hermans        | Lotus      | s.t.     |
| 3    | Juan C. González       | Puertas M. | s.t.     |

| Pos. | Corridore       | Squadra | Tempo     |
| ---- | --------------- | ------- | --------- |
| 1    | Miguel Indurain | Banesto | 21h35'56" |
| 2    | Pedro Delgado   | Banesto | a 1'00"   |
| 3    | Alex Zülle      | ONCE    | a 1'28"   |

## Classifiche finali

### Classifica generale
| Pos. | Corridore          | Squadra       | Tempo     |
| ---- | ------------------ | ------------- | --------- |
| 1    | Miguel Indurain    | Banesto       | 21h35'56" |
| 2    | Pedro Delgado      | Banesto       | a 1'00"   |
| 3    | Alex Zülle         | ONCE          | a 1'28"   |
| 4    | Álvaro Mejía       | Postobón      | a 1'32"   |
| 5    | Pëtr Ugrjumov      | Seur-Otero    | a 1'36"   |
| 6    | Stephen Hodge      | ONCE          | a 1'42"   |
| 7    | Federico Echave    | CLAS-Cajastur | a 1'52"   |
| 8    | Oliverio Rincón    | Kelme         | a 2'20"   |
| 9    | Andrew Hampsten    | Motorola      | a 2'21"   |
| 10   | Javier Murguialday | Amaya Seg.    | a 2'25"   |

### Classifica a punti
| Pos. | Corridore          | Squadra   | Punti |
| ---- | ------------------ | --------- | ----- |
| 1    | Maurizio Fondriest | Panasonic | 82    |
| 2    | Mathieu Hermans    | Lotus     | 69    |
| 3    | Alfonso Gutiérrez  | Paternina | 55    |

### Classifica scalatori
| Pos. | Corridore     | Squadra    | Punti |
| ---- | ------------- | ---------- | ----- |
| 1    | Luis Herrera  | Postobón   | 22    |
| 2    | Pëtr Ugrjumov | Seur-Otero | 20    |
| 3    | Pedro Delgado | Banesto    | 18    |

### Classifica sprint
| Pos. | Corridore             | Squadra    | Punti |
| ---- | --------------------- | ---------- | ----- |
| 1    | Miquel Àngel Iglesias | Puertas M. | 13    |
| 2    | Antoni Esparza Sanz   | Wigarma    | 10    |
| 3    | Joan Llaneras         | ONCE       | 3     |

### Classifica a squadre
| Pos. | Squadra          | Tempo     |
| ---- | ---------------- | --------- |
| 1    | Banesto          | 64h54'21" |
| 2    | CLAS-Cajastur    | a 45"     |
| 3    | Postobón-Manzana | a 51"     |